# Nina Reip
Nina Reip, née le 14 avril 1981 était une femme politique belge germanophone, ancienne membre du PJU-PDB.
Elle termine une maîtrise en sciences politiques, histoire économique et sociale à Aix-la-Chapelle. Elle fut secrétaire du groupe PJU-PDB de 2002 à 2005.
Elle était Cheffe de Cabinet du Ministre Oliver Paasch et du Ministre Harald Mollers, Communité Germanophone, Belgique. 
Elle a travaillé à la Pädagogische Hochschule à Eupen et a élaboré un concept concernant l'éducation civic (Politische Bildung) pour la Communité Germanophone. 
Aktuel, elle travaille au Deutscher Olympischer Sportbund, Francfort (Allemagne), pour le Réseau Sport et Politique pour Fair-Play, Respect et dignité humaine.

## Fonctions politiques
- 2005-2009 : membre du parlement germanophone.
- 2012-2015: Cheffe de Cabinet